# Gærum
Gærum är en by i Frederikshavns kommun i Vendsyssel i Danmarks nordligaste del. I samhällets sydvästra del ligger Gærum Kirke.
År 2013 firade Gærum 125-årsjubileum.